# كأس السلام 2005
كأس السلام 2005 (بالإسبانية: Copa de la Paz 2005)‏ هو الموسم 2 من  كأس  السلام ‏. أقيم خلال الفترة 2005 وحتى 24 يوليو 2005، وأشرف على تنظيمه حركة توحيدية، وكان عدد الأندية المشاركة فيه  8، وفاز فيه توتنهام هوتسبير.